# Samantha Randle
Pour les articles homonymes, voir Randle.
Samantha Caitlin Randle, née le 24 novembre 1998, est une nageuse sud-africaine.

## Carrière
Samantha Randle obtient trois médailles aux Championnats d'Afrique de natation 2018 à Alger, avec une médaille d'or sur 200 mètres dos, une médaille d'argent sur 400 mètres quatre nages et une médaille de bronze sur 1 500 mètres nage libre.
Aux Jeux africains de 2019, elle est médaillée d'or sur 400 mètres quatre nages, médaillée d'argent sur 800 et 1 500 mètres nage libre ainsi que sur 200 mètres dos. 
Elle remporte aux Championnats d'Afrique de natation 2021 à Accra la médaille d'or sur 3 km en eau libre, la médaille d'argent sur 800 mètres nage libre et sur 200 mètres dos et la médaille de bronze sur 100 mètres dos.
Elle obtient aux Championnats d'Afrique de natation 2022 à Tunis la médaille d'or sur 1 500 mètres nage libre et sur 4 × 200 mètres nage libre, la médaille d'argent sur 800 mètres nage libre, sur 400 mètres 4 nages et sur 5 kilomètres de nage en eau libre et la médaille de bronze sur 400 mètres nage libre et 200 mètres dos,.